# مسجد امیرالمؤمنین
مسجد امیرالمؤمنین مربوط به دوره قاجار است و در بروجرد، محله بخچال، خیابان شهدا، چهارراه حافظ واقع شده و این اثر در تاریخ ۲۵ اسفند ۱۳۷۹ با شمارهٔ ثبت ۳۳۷۸ به‌عنوان یکی از آثار ملی ایران به ثبت رسیده است.